# الموصل (فلم وثائقي 2019)
الموصل هو فيلم وثائقي عن الحرب الأمريكية لعام 2019، تدور احداثه حول معركة تحرير الموصل من تنظيم الدولة الإسلامية في العراق والشام (داعش) من 2016 إلى 2017.
الفيلم من إخراج وإنتاج دان غابرييل، الذي كان يعمل في الموصل كضابط في وكالة المخابرات المركزية لمكافحة الإرهاب.

## روابط خارجية
- مقالات تستعمل روابط فنية بلا صلة مع ويكي بيانات